# Triptyque Bleu I, Bleu II, Bleu III
Triptyque Bleu I, Bleu II, Bleu III est un ensemble de trois toiles de Joan Miró, réalisées à partir du 4 mars 1961 à Palma de Majorque dans le grand atelier construit pour le peintre par l'architecte Josep Lluís Sert en 1956. C'est un ensemble de trois grandes huiles sur toile mesurant 270 × 355 cm chacune et conservées au Centre national d'art et de culture Georges-Pompidou.

## Contexte
Miró, à la fois satisfait et désorienté par l'ampleur de ce grand atelier, s'est d'abord employé à l'animer avec toutes sortes d'objets et d'esquisses sorties de ses cartons pour peupler l'espace vide. Il se sent obligé de réorienter sa peinture dans une direction nouvelle. Il lui faut retrouver le « sursaut de la fureur iconoclaste de sa jeunesse. » Son deuxième séjour aux États-Unis est déterminant, la jeune peinture américaine lui ouvre la voie et le libère en lui montrant jusqu'où on peut aller.
Après une période d'abondante production, Miró fait le vide, déclare le vide et se lance dans l'exécution de plusieurs triptyques dont Bleu I, Bleu II, Bleu III. 
Les trois Bleu « sont les enfants aériens [...] de sa fascination pour les maîtres de l'abstraction américaine, à commencer par Mark Rothko et ses nébuleuses, qu'il découvrit à New York dix ans auparavant. »
D'autres Triptyques suivront deux ans plus tard, notamment :  le Triptyque vert, rouge, orange intitulé : Peintures pour un temple, puis en 1968 : Peinture sur fond blanc pour la cellule d'un condamné (1968), huile sur toile aux mêmes dimensions que les Bleus (Fondation Miró) et L'Espoir du condamné à mort (1974), huile sur toile (Fondation Miró).

## Description
Les Bleus semblent faits d'un seul geste, inspiré selon Margit Rowell « par les villages catalans où, autrefois, les maisons étaient peintes en bleu, un bleu catalan légèrement violacé, clair, littéralement : le bleu ciel »
Selon le témoignage de son ami Jacques Dupin, qui était à ses côtés pendant la réalisation des œuvres, il a fallu dix mois pour que Miró passe de l'ébauche au fusain à la peinture sur toile. Le peintre a très lentement libéré la tache, la ligne, il a mis du temps à trouver le rythme et la couleur : « J'ai mis beaucoup de temps à les faire. Pas à les peindre, mais à les méditer. Il m'a fallu un énorme effort, une très grande tension intérieure pour arriver au dépouillement voulu. »
Les taches noires constellantes dans le Bleu I sont disposées comme les pierres d'un gué dans le Bleu II, et se réduisent à une seule tache dans le Bleu III. Le bâton rouge  de petite taille du Bleu I s'étire dans le Bleu II comme une fusée et disparait en petit point ovoïde rouge-rosée, légèrement entouré de gris-noir, flottant au bout d'une tige comme une fleur d'eau.

## Expositions
- Joan Miró: Schnecke Frau Blume Stern, Museum Kunstpalast, Düsseldorf, 2002 — n°51, 52 et 53.
- Miró : La couleur de mes rêves, Grand Palais, Paris, 2018-2019 — n°108, 109 et 110.